# Kolwezi
Kolwezi – miasto w południowo-wschodniej części Demokratycznej Republiki Konga, stolica prowincji Lualaba, przy transafrykańskiej linii kolejowej z Lobito do Beiry. Około 454,3 tys. mieszkańców. Ośrodek eksploatacji rud miedzi, cynku i kobaltu oraz przemysłu (przemysł chemiczny, hutniczy, metalowy i spożywczy). Czwarte pod względem wielkości miasto kraju.
Miasto obsługuje Port lotniczy Kolwezi.
Do miasta dociera  jedna z najdłuższych linii wysokiego napięcia prądu stałego Inga-Shaba. Dostarcza energie elektryczną z Zapory Inga na potrzeby kopalni rozlokowanych w okolicy miasta. Linia ma 1700 km długości i została zaprojektowana do transportu 560 MW energii elektrycznej pod napięciem 500 kV.
W mieście rozwinął się przemysł chemiczny, metalowy, spożywczy oraz hutniczy